# Апостольский нунций в Туркменистане
Апостольский нунций в Туркмении — дипломатический представитель Святого Престола в Туркмении. Данный дипломатический пост занимает церковно-дипломатический представитель Ватикана в ранге посла. Апостольская нунциатура в Туркмении была учреждена на постоянной основе 10 июля 1996 года.
В настоящее время Апостольским нунцием в Туркмении является архиепископ Марек Сольчинский, назначенный Папой Франциском 8 сентября 2022 года.

## История
Апостольская нунциатура в Туркмении была учреждена на постоянной основе 10 июля 1996 года, бреве «Ad plenius confirmandas» папы римского Иоанна Павла II. Однако апостольский нунций не имеет официальной резиденции в Туркмении, в его столице Ашхабаде и является апостольским нунцием по совместительству, эпизодически навещая страну. Резиденцией апостольского нунция в Туркменистане является Анкара — столица Турции.

## Апостольские нунции в Туркмении
- Пьер Луиджи Челата — (3 апреля 1997 — 3 марта 1999 — назначен апостольским нунцием в Бельгии и Люксембурге);
- Луиджи Конти (15 мая 1999 — 8 августа 2001 — назначен апостольским нунцием в Ливии и на Мальте);
- Эдмон Фархат (11 декабря  2001 — 26 июля 2005 — назначен апостольским нунцием в Австрии);
- Антонио Лучибелло (27 августа 2005 — 31 июля 2015, в отставке);
- Пол Фицпатрик Расселл — (19 марта 2016 — 2 февраля 2022, в отставке);
- Марек Сольчинский — (8 сентября 2022 — по настоящее время).